# Unifi
Unifi (zapis stylizowany: unifi) – zestaw usług oferowanych przez Telekom Malaysia. W jego skład wchodzą łącze internetowe, telefonia VoIP oraz telewizja IPTV (Unifi TV).
Unifi zostało uruchomione w 2010 r., a w czerwcu 2018 r. z usług Unifi korzystało ponad milion klientów w Malezji.